# 究極世界征服者 おーつき
『究極世界征服者 おーつき』（きゅうきょくせかいせいふくしゃ おーつき）は、主人公であるおーつきが世界征服を目指して大暴れする武内香菜原作のギャグ漫画。「週刊少年チャンピオン」で短期連載。

## 概要
世界征服を夢見る小学生4年生女子おーつきが、周囲の人物を巻き込みながら大暴れしていく。

## 登場人物
おーつき / 大槻（おおつき）
世界征服を夢見る女子。小学4年生。征服者としての情熱、行動力を併せ持つが、あまり頭はよくない。深川とは親友。危険物を常に所持。職業に貴賎はないと、オカマ怪獣である森永甚五郎をごく自然に受け入れる懐の深さもある。短髪ツリ目。
名前のモチーフは筋肉少女帯の大槻ケンヂ。
深川（ふかがわ）
おーつきの世界征服につきあう女子。小学4年生。おーつきの右腕。あらゆる科学に精通した天才参謀。それなりに常識人だが冷めた性格。長髪メガネ。
外見のモチーフは筋肉少女帯の内田雄一郎と思われる。
森永甚五郎（もりながじんごろう）
見た目は美少女だが、実は男子の小学3年生。深川のいとこ。女装が趣味の変態。森永甚五郎という自分の名前が気に入らず、下の名前で呼ばれるとキレて怪獣のような怪力で暴れる。